# 章文栄
章 文栄（しょう ふみえ、1953年7月5日 - ）は、兵庫県神戸市生田区出身の女優。
オフィスジョイ所属。本名同じ。

## 人物
身長150cm。
東映の「女囚さそりシリーズ」やヤクザ映画、ポルノ映画、テレビドラマに多数出演。
趣味はスポーツクラブに通う事。特技は水泳。

## 出演作品

### 映画
- ずべ公番長 東京流れ者（1970年、東映） - チビ子
- 夜のならず者（1972年、東映） - 理加
- 女囚さそりシリーズ（東映）
  - 女囚701号/さそり（1972年） - 女囚
  - 女囚さそり けもの部屋（1973年） - ヌードスタジオの女
  - 女囚さそり 701号怨み節（1973年） - 女囚
  - 新・女囚さそり 701号（1976年）
  - 新・女囚さそり 特殊房X（1977年） - 緑
- 銀蝶流れ者 牝猫博奕（1972年、東映）
- 人斬り与太 狂犬三兄弟（1972年、東映） - パンスケ
- 夜の歌謡シリーズ 女のみち（1973年、東映） - 真弓
- 温泉おさな芸者（1973年、東映） - 子ねこ
- 色魔狼（1973年、東映） - みどり
- 前科おんな 殺し節（1973年、東映） - 女囚
- 聖獣学園（1974年、東映） - みどり
- 暴力街（1974年、東映）
- 従軍慰安婦（1974年、東映） - 娼婦
- 女必殺拳 危機一発（1974年、東映）
- 密戯の犠牲者 犯された制服（1975年、和光映画）
- 少林寺拳法（1975年、東映）
- 仁義の墓場（1975年、東映） - パンスケ
- 華麗なる追跡（1975年、東映） - 尼僧
- 強カンされた女（1975年、和光映画）
- 暴行を誘う人妻（1975年、田園プロ）
- 実録三億円事件 時効成立（1975年、東映） - 川崎松子
- 痴漢の新手（1976年、田園プロ）
- 横浜暗黒街 マシンガンの竜（1976年、東映） - クラブのホステス
- セミドキュメント 刑法177条 強姦罪（1976年、ゴールド・プロ）
- キンキンのルンペン大将（1976年、東映） - 食堂のレジの女
- これが暴行魔だ!（1976年、田園プロ）
- お祭り野郎 魚河岸の兄弟分（1976年、東映） - 芳江
- 刑法182条 淫行勧誘罪 （1976年、和光映画）
- 武闘拳 猛虎激殺!（1976年、東映） - スナックのママ
- 痴漢ぬれぬれ（1976年、ゴールド・プロ）
- 女探偵報告書 覗き（1976年、東活プロ）
- 痴漢戯（1976年、東活）
- 犯された告白 （1976年、東活プロ）
- 初夜の指（1977年、東活プロ）
- 新宿酔いどれ番地 人斬り鉄（1977年、東映）
- 覗き暴行（1977年、東活プロ）
- 痴漢しびれ（1977年、東活プロ）
- 暴行犯罪帖（1977年、東活プロ）
- 強かん願望（1977年、松竹） - 主演
- 婚約色魔（1977年、東活）
- ボクサー（1977年、東映）
- 処女監禁（1977年、東映） - ホステス
- 襲う!!（1978年、にっかつ） - 暴走族女
- 肉体強盗（1978年、東活プロ）
- 20歳の性白書 のけぞる（1978年、日活） - 草刈友子
- おしゃぶり体験（1978年、東活プロ）
- 痴漢泥棒（1978年、東活）
- 異常性ハンター 制服狙い（1978年、プロ鷹）
- けいれん（1978年、東活プロ）
- むりやり体験（1978年、東活プロ）
- 多羅尾伴内 鬼面村の惨劇（1978年、東映） - スミ
- 強漢女犯魔（1978年、東活プロ）
- もれちゃう（1978年、東活プロ）
- 脅迫暴漢（1978年、東活）
- 犯し泣き（1978年、東活プロ）
- 性愛完全犯罪（1979年、東活プロ）
- 喧嘩道 けんかみち（1979年、東映） - キャバレーの女
- 強烈な情事（1979年、大蔵映画）
- 婦人科覗き（1979年、東活プロ）
- 覗きいびり（1979年、東活）
- 痴漢トイレ（1979年、東活）
- 女友達 ダチを犯す（1979年、松竹）
- 天使の欲望（1979年、東映） - 人妻
- 激淫地帯（1979年、大蔵映画）
- 連続暴行（1979年、東活プロ）
- ポルノドキュメント 昼下りの絶頂（1979年、ワタナベプロ）
- 玩具暴行（1979年、東活）
- 酒犯暴行（1979年、東活プロ）
- 痴漢集団（1980年、東活プロ）
- 犯された記録（1980年、東活プロ）
- 犯しか? 和カンか?（1980年、東活プロ）
- 激犯（1980年、東活プロ）
- 乱行不倫　人妻濡れ盛り（1980年、プロ鷹）
- 激乱（1980年、東活プロ）
- いたずら（1980年、東活プロ）
- 犯し撮り（1980年、東活プロ）
- 極楽坊主 女責め（1980年、東活プロ）
- 痴女トイレ（1980年、東活プロ）
- 尾行いたずら 　東活
- 暴漢めざめ（1981年、東活）
- 舌めたしかえし（1981年、東活）
- 乱れた人妻たち（1982年、東活）
- 窓から暴行（1982年、東活）
- 水月円 OL色情日記 後から責めて（1982年、プロ鷹）
- 女子大生 セックス卒業試験（1982年、新東宝）
- 太股は昼開く（1983年、東活）
- キャリアガール 乱熟（1983年、プロ鷹）
- 日本海大海戦 海ゆかば（1983年、東映）
- セーラー服 百合族（1983年、にっかつ） - 生徒
- トルコ行進曲 夢の城（1984年、にっかつ） - ミミ
- 白衣物語淫す!（1984年、にっかつ） - 由紀子
- 赤いキャンパス 狂った放課後（1984年、にっかつ） - 街婦
- 宇能鴻一郎の桃さぐり（1985年、にっかつ） - 緑（警官の妻）
- 絶倫海女 しまり貝（1985年、にっかつ） - ナミ
- ザ・レイプ 倒錯SEX（1986年、ミリオン）
- 黒い雨（1989年、東映）
- 淫乱民宿 おかみさんがイク!（1994年、大蔵映画）
- シミ付き令嬢 贅沢な舌技（1997年、B-TIME）

### テレビドラマ
- 特別機動捜査隊 第668話「嘘」（1974年、NET / 東映） - ゆり
- Gメン'75（TBS / 東映）
  - 第55話「Gメンの首」（1976年） - スナックうらくの女
  - 第66話「警視庁の中の密室殺人」（1976年） - バーのホステス
  - 第69話「ヒキ逃げ白バイ警官」（1976年） - バーのホステス
  - 第71話「刑事の女体受託収賄事件」（1976年） - あけみ（バー・ミナトホステス）
  - 第126話「南シナ海の殺し屋」（1977年） - 龍（ヘロイン運び屋の女）
  - 第154話「女刑事 初めての体験」（1978年） - アパートの女
  - 第164話「消えた乳母車の赤ちゃん」（1978年） - リカ
  - 第239話「親を撃ち殺す子供たち」（1979年）
- 大鉄人17（1977年、MBS / 東映）
  - 第1話「謎の鋼鉄巨人」 - 村人
  - 第2話「地上最大の巨人頭脳」 - 銀行職員 ※ノンクレジット
- 5年3組魔法組 第17話「マンガンキーで大騒ぎ!」（1977年、ANB / 東映）
- 大都会 PARTII 第10話「刑事のいのち」（1977年、NTV / 石原プロモーション）
- 探偵物語 第10話「夜の仮面」（1979年、NTV / 東映芸能ビデオ）
- 爆走! ドーベルマン刑事 第10話「大爆破3秒前」（1980年、ANB / 東映）
- 仮面ライダースーパー1 第12話「強敵あらわる! 赤心少林拳敗れたり」（1981年、MBS / 東映） - 母親
- 二百三高地 愛は死にますか 第5話「二十八サンチ砲」（1981年、TBS / 東映）
- ドラマ・人間 第1回「名古屋・女子大生誘拐殺人事件」（1981年、ANB / 東映）
- 刑事物語'85 第6話「妻と夫の間」（1985年、NTV / ユニオン映画）
- TBS大型時代劇スペシャル / 赤ひげ（1989年、TBS / テレパック）
- 土曜ワイド劇場 / 法医学教室の事件ファイル 第16作「監察医VS鑑識官 女二人の熱い闘い！2つの血液型を持つ体の完全犯罪!」（2002年、ANB / 国際放映） - 患者
- テレビ朝日開局45周年記念ドラマスペシャル「砦なき者」（2004年、EX / 東北新社）

### テレビ番組
- 行列のできる相談所（日本テレビ）
- イレブン11